# Modiie
Anaïs Garestier, plus connue sous le pseudonyme de Modiie, est une vidéaste et streameuse française née en 1995. Elle est principalement active dans la vulgarisation des sciences sociales, la politique, et le jeu vidéo.
Elle anime diverses émissions sur la chaîne Twitch francophone d'Arte depuis 2021 et co-anime depuis 2023 les séries des Portraits puis Contraste(s) sur le média Blast avec le vidéaste Ostpolitik.

## Biographie
Née à Poitiers en 1995, Modiie vit maintenant en région lyonnaise.
Elle réalise un baccalauréat (équivalent d'une licence française) en science politique à l'Université du Québec à Montréal, puis obtient un master (équivalent d'une maîtrise canadienne) de science politique à l'Université Lumière Lyon II en 2018,, pour lequel elle réalise un mémoire sur la prolongation sur Internet des rapports de domination sociale du monde du travail. Elle devient ensuite enseignante vacataire dans la même université, et effectue des travaux de recherche en sociologie sur les créateurs de contenu et vidéastes Web et leur professionnalisation,,.

## Activité sur Internet

### Streaming
Modiie commence à streamer sur la plateforme Dailymotion en 2013, en premier lieu pour combattre sa peur de parler en public,, en participant à Nanashor, la web TV d'un collectif de joueuses de League of Legends actif jusque 2015,,. Mais c'est sur Twitch que sa chaîne commence à prendre de l'ampleur à partir de 2016, où elle organise des séances de révisions pour ses études sous forme de diffusions en direct.
Dès 2019, ses diffusions consistent autant en des parties de jeu vidéo que des lectures de livres de science politique et de sociologie, ainsi que de réaction en direct à des documentaires sur ces thématiques,,,. Elle commence à vivre du streaming à partir de janvier 2020, et arrête progressivement de travailler dans l'enseignement supérieur et la recherche,,.
Depuis 2021, elle participe comme chroniqueuse et animatrice de l'émission Jour de Play, centrée sur l'analyse du jeu vidéo en tant que média et support culturel et sociologique, sur la chaîne Twitch francophone de la chaîne télévisée Arte,. Sur cette même chaîne Twitch, elle présente également l'émission d'interview Une dernière partie de l'été 2022 à janvier 2023,.
En décembre 2022, elle obtient un financement du CNC dans le cadre du programme « Savoirs et Cultures » à destination des vulgarisateurs pour ses diffusions centrées sur des lectures d'ouvrages de sciences sociales.

### Vidéaste
En 2020, Modiie lance le financement d'une émission de vulgarisation de sociologie politique et ses liens avec Internet, via la plateforme de financement participatif Tipeee, qui aboutira à la diffusion de l'émission Consciences Sociales sur YouTube, avec un épisode diffusé en avril 2020.
À partir de juin 2023, elle remplace Usul à la co-présentation avec le vidéaste OstPolitik des Portraits du média en ligne Blast, une émission diffusée sur Blast et YouTube retraçant les carrières de grandes figures politiques et sociales de la Cinquième République française. L'émission s'arrête en juillet 2024 avant de donner naissance à un successeur spirituel en octobre de la même année, moins centrée sur des personnalités politiques et plus sur la pratique politique, initialement nommée Contexte ? puis renommée Contraste(s),.

### Autres activités
Elle est par ailleurs membre de la commission du Fonds d'aide au jeu vidéo (FAJV) du CNC et participe ponctuellement à des conférences liées aux liens entre jeu vidéo et engagement politique,.
En 2024, elle est choisie pour co-animer une table ronde sur le jeu en ligne Final Fantasy XIV à l'occasion de la venue en France de son producteur Naoki Yoshida à Japan Expo,.

## Engagement politique
Modiie est reconnue comme une des vidéastes francophones notables associées à l'activisme de gauche sur le Web francophone (avec d'autres vidéastes comme Usul) et est particulièrement active sur les thématiques féministes et les droits des animaux.
Elle participe également à toutes les éditions de l'événement caritatif Furax, créé en 2023 et voué à célébrer les combats contre les discriminations sexistes, faire de la vulgarisation sur les violences sexuelles et comportements sexistes en particulier dans le cadre du cyberharcèlement, et récolter des dons pour des associations féministes,. Modiie explique avoir elle-même subi durant sa carrière sur Internet du harcèlement sexiste, des menaces de mort, et des appels au viol, notamment de la part de militants d'extrême droite après avoir organisé des lectures d'ouvrages critiquant le Rassemblement national.
En juin 2024, elle fait partie des 200 vidéastes et influenceurs signataires d'une tribune appelant à soutenir le Nouveau Front populaire dès le premier tour des élections législatives anticipées ayant lieu le même mois.